# 荷兰皇家航空总部
荷兰皇家航空总部（荷蘭語：KLM Hoofdkantoor）是荷兰皇家航空的总部，位居A9公路沿线的阿姆斯特尔芬阿姆斯特丹森林的边缘，建筑由Rein Fledderus设计。该建筑于1971年3月22日落成，最初可容纳约1000 名员工。于上空瞭望时，建筑形似飞机，三个走廊分别代表机身和两个机翼。
1989年，建筑进行翻新并上盖一层。
荷航于2019年7月24日宣布在2024年搬迁总部到哈勒默梅尔东史基浦并翻新原总部，这在财务上并不有趣。目前新总部尚未竣工。新的综合体将建在当前的运营控制中心之旁。东史基浦和史基浦-赖克的所有其他办公设施一律转场至新总部。新综合体最终预计占地面积为3.5万平方米。

## 原总部
荷航的第一个总部位于海牙海伦运河13号一层，位于海伦运河剧院上方。1919年11月1日开始使用，1925年迁出。
1947年，德克·罗森堡（1887年-1962年）应儿时好友阿尔伯特·普莱斯曼的要求，在海牙为荷兰皇家航空设计并建造了一个总部。1969年后，该总部为荷兰基建和水管理部的总部。